# John Coats
John Coats (Ayr (Schotland), 8 juli 1906 - Madras, 26 december 1979) was de 6de internationale president van de Theosofische Vereniging. Hij was tevens bisschop in de Vrij-Katholieke Kerk.
Eerder was hij jarenlang president van de theosofische jongeren.

## Levensloop
Coats werd geboren  op het kasteel Sundrum, dat volgens hem,  rijkelijk voorzien was van spoken.
Van 1918 tot 1924 volgde hij onderwijs in het Eton College. Daarna verbleef hij gedurende 18 maanden in Frankrijk om er Frans te leren.
Na zijn terugkeer naar Engeland ging hij aan de slag in het familiebedrijf van J. en P. Coats. Hij werkte er drie jaar in het Oost-Europese kantoor van de firma in Wenen en leerde zo Duits spreken. 
Na een tijd keerde hij naar Engeland terug. Op de kantoren van het bedrijf bleek voor hem geen plaats te zijn. Coats nam ontslag en ging op de effectenbeurs werken. In Londen ontmoette hij zijn toekomstige vrouw, Betsan.
In 1932 kwam hij in Wenen in contact met theosofie door een vreemde die hij in een café ontmoette. Korte tijd daarvoor had hij gewerkt voor de Morele Herbewapening en was geheelonthouder en niet-roker geworden. Toen hij op jacht een vogel had gewond, werd hij vegetariër.
In oktober 1932 werd hij in Londen opgenomen in de Theosofische Vereniging. Coats huwde in 1933 en verdeelde zijn aandacht tussen zijn familie en het theosofisch werk. Het gezin kreeg een dochter en drie zonen.
Veel inspiratie ontving hij van een groep theosofen die met E.L. Gardner in Stanford House woonde. Hij voelde zich vooral aangetrokken tot George Arundale, met wie hij een groot gevoel voor humor en een praktische instelling deelde. Hij was vele jaren voorzitter van de World Federation of Young Theosophists.
In 1941 werd hij Algemeen Secretaris van de Engelse Sectie, een post die hij tot 1946 vervulde. Daarna volgden vele jaren van reizen om lezingen te geven in de Verenigde Staten, Canada, Mexico, Cuba, Australië, Nieuw-Zeeland, Zuid-Afrika, Rhodesië, Kenia, enz.
Van 1959 tot 1968 was hij president van de Europese Federatie en in 1973 volgde hij Sri Ram op als Internationaal President van de Theosofische Vereniging. Deze functie bleef hij uitoefenen tot aan zijn dood.